# Дарія Д'Антоніо
Да́рія Д'Анто́ніо (італ. Daria D'Antonio) — італійська кінооператорка.

## Біографія
Народилася і виросла в Неаполі, почала працювати на знімальних майданчиках у молодому віці. Дебютувала як операторка під керівництвом Луки Бігацці, завдяки чому отримала досвід роботи з такими режисерами, як Сільвіо Сольдіні, Карло Маццакураті, Джанні Амеліо та Франческа Коменчіні.
Як кінооператорка дебютувала у документальному фільмі 2007 року «Il passaggio della linea» режисера П'єтро Марчелло.
Після роботи у рекламі та телесеріалах співпрацювала з відомими італійськими режисерами, зокрема Валеріо М'єлі (Ricordi?, перша номінація на премію Давид ді Донателло) та Паоло Соррентіно (Рука Бога, 2021, стала першою жінкою, яка отримала нагороду за найкращу операторську роботу), Партенопа, 2024, а також Благодать, 2025.

## Вибрана фільмографія

### Оператор-постановник

#### Кіно
- Hai paura del buio, реж. Массимо Коппола (2010)
- Padroni di casa, реж. Едоардо Габбріелліні (2012)
- N-Capace, реж. Елеонора Данко — документальний фільм (2014)
- La pelle dell'orso, реж. Марко Сегато (2016)
- Slam - Tutto per una ragazина, реж. Андреа Молайолі (2016)
- Il padre d'Italia, реж. Фабіо Молло (2017)
- Ricordi?, реж. Валеріо М'єлі (2018)
- Il corpo della sposa, реж. Мікела Оччіпінті (2019)
- Tornare, реж. Крістіна Коменчіні (2019)
- Рука Бога, реж. Паоло Соррентіно (2021)
- Marcel!, реж. Жасмін Трінка (2022)
- Партенопа, реж. Паоло Соррентіно (2024)
- Благодать, реж. Паоло Соррентіно (2025)

#### Телебачення
- Диво — телесеріал (2018)
- Bang Bang Baby — телесеріал (2022)
- Supersex — телесеріал (2024)

### Режисерка
- Napoli 24 (2012) — документальний фільм (епізод Poggioreale)

## Нагороди та номінації
- Давид ді Донателло
  - 2020 — номінація за найкращу операторську роботу (Ricordi?)
  - 2022 — приз за найкращу операторську роботу (Рука Бога)
- Срібна стрічка
  - 2019 — номінація за найкращу операторську роботу (Ricordi?)
  - 2022 — приз за найкращу операторську роботу (Рука Бога)
- Золотий глобус (Італія)
  - 2017 — приз за найкращу операторську роботу («La pelle dell'orso»)
- Каннський кінофестиваль
  - 2024 — Prix CST de l'Artiste-Technicien за фільм Партенопа.